# Cygnus X-3
Cygnus X-3 is een microquasar, een krachtige bron van röntgen-, gamma-, kosmische en radiostraling in het sterrenbeeld Zwaan. Hoewel het de op twee na sterkste bron in het sterrenbeeld is, na de bekende Cygnus X-1, staat het stelsel op grotere afstand (ca. 37.000 lichtjaar) en wordt verduisterd door interstellaire stofwolken. In absolute termen is deze microquasar een van de twee of drie helderste objecten in de Melkweg.

## Samenstelling
Het fenomeen bestaat uit twee componenten met een periode van 4,79 uur: een ster, waarschijnlijk een Wolf-Rayet ster, die grote delen van zijn schil uitstoot en een sterke sterrenwind voortbrengt en een zeer zware component, een neutronenster of een klein zwart gat. Stralings-anomalieën suggereren dat het om een nog vreemder object gaat, misschien een quarkster. De massieve component produceert zogenaamde jets, bundels straling en materie die met relativistische snelheden het heelal in worden geschoten, ongeveer in de richting van de Aarde.

## Observaties
Het object werd ontdekt in 1966 en is sindsdien onderwerp geweest van vele waarnemingen. Hierbij werd gammastraling met energieën tot EeV en meer gemeten. Ook produceert het stelsel sterke uitbarstingen in radiostraling (radioflares) met een fluxdichtheid van ongeveer 20Jy die samengaan met helderheidsvariaties in het infrarood. Uit waarnemingen met de "Fly's Eye"-detector ("vliegen-oog") bleek dat Cygnus X-3 met grote waarschijnlijkheid de oorsprong is van neutrale kosmische straling met een energie groter dan 0,5 EeV. Samen met Hercules X-1 is Cygnus X-3 daarmee een van de bekende bronnen van dit verschijnsel.

### Anomalieën:Cygnets
In de jaren 80 werden bij verschillende ondergrondse experimenten die tot doel hadden proton-verval te meten, excessieve hoeveelheden muonen gemeten. De metingen vertoonden dezelfde periodiciteit als Cygnus X-3 en correleerden met de draaiing van de Aarde en werden, anders dan neutrino's, door de massa van de Aarde afgeschermd, zodat het signaal zwakker werd als Cygnus X-3 onder de horizon was verdwenen. Metingen wezen erop dat deze muonen het product waren van interacties van een onbekend deeltje met de materie van de rotslagen boven de detector.
De aard en exacte oorsprong van deze deeltjes, primaries of cygnets genoemd, is controversieel, hoewel er sterk bewijs is voor stabiele deeltjes met een kleine massa die middels sterke kernkracht interageren. Vele exotische deeltjes worden als kandidaten voorgedragen, zoals hadronen bestaande uit strange quarks en brokjes (nuggets) strange materie van de zware component zelf, verschillende deeltjes die voorspeld worden door supersymmetrie-modellen maar ook zeer snelle neutronen. Het feit dat deze onstabiele deeltjes de reis van vele duizenden lichtjaren overleven, wordt toegeschreven aan hun relativistische snelheden, waardoor voor de deeltjes minder tijd verstrijkt.